# Brachionidium
Brachionidium é um género botânico pertencente à família das orquídeas (Orchidaceae).
O gênero Brachionidium foi proposto por Lindley em Folia Orchidacea. Brachionidium Fasc. 8, em 1859, a espécie tipo é o Brachionidium parvifolium, descrita anteriormente por ele mesmo como Restrepia parvifolia.

## Etimologia
Seu nome é uma vem do grego brachium, braço, e -idium, terminação diminutiva, em referência aos apêndices aos lados do estígma de suas flores.

## Sinônimos
- Brachionidium sect. Yolanda (Hoehne) Pabst, Bradea, Bol. Herb. Bradeanum 1(24): 269. 1972.
- Yolanda Hoehne, Arq. Mus. Nac. Rio de Janeiro 22: 72-73. 1919.

## Habitat
Brachionidium conta com cerca de setenta miniaturas epífitas, de crescimento aéreo, ascendente ou reptante, distribuídas da Costa Rica ao sudeste do Brasil com grande concentração no norte da América do Sul, sempre em locais sombrios e saturados de umidade, seis registradas para o Brasil, apenas uma na região sudeste.

## Descrição
São plantas de rizomas finos que se ramificam bastante, quase sempre mais ou menos alongados, eretos ou reptantes, recobertos por bainhas secas, podendo apresentar raízes adventícias, e ramiucaules curtos dotados de uma única folha pequena e delicada. A inflorescência em regra é longa e delgada, com uma única flor efêmera.
As flores apresentam sépalas laterais concrescidas que juntas têm o mesmo tamanho e formato da sépala dorsal, e pétalas parecidas porém menores ou mais estreitas, em regra pouco espessas, todas terminando em extremidade acuminada ou longamente caudada formando uma espécie de cruz bem aberta. O labelo e coluna são muito pequenos e carnosos, em formato de lua, em parte similares àqueles de Stelis. A coluna muito curta apresenta os já citados dois braços aos lados do estigma. A antera é apical com seis ou oito polínias de tamanhos desiguais.

## Filogenia
Segundo Phylogenetic relationships in Pleurothallidinae (Orchidaceae): combined evidence from nuclear and plastid DNA sequences publicado por Alec M. Pridgeon, Rodolfo Solano e Mark W. Chase, Brachionidium  é um dos gêneros mais primitivos da subtribo Pleurothallidinae e junto com Octomeria e Chamelophyton forma um de seus oito clados.

## Espécies
1. Brachionidium alpestre Luer & R.Vásquez, Monogr. Syst. Bot. Missouri Bot. Gard. 57: 12 (1995).
2. Brachionidium andreettae Luer & Hirtz, Monogr. Syst. Bot. Missouri Bot. Gard. 57: 14 (1995).
3. Brachionidium arethusa Luer, Monogr. Syst. Bot. Missouri Bot. Gard. 57: 16 (1995).
4. Brachionidium ballatrix Luer & Hirtz, Monogr. Syst. Bot. Missouri Bot. Gard. 57: 18 (1995).
5. Brachionidium brachycladum Luer & R.Escobar, Orquideologia 16: 33 (1986).
6. Brachionidium brevicaudatum Rolfe, Trans. Linn. Soc. London, Bot. 6: 59 (1896).
7. Brachionidium calypso Luer, Monogr. Syst. Bot. Missouri Bot. Gard. 57: 24 (1995).
8. Brachionidium capillare Luer & Hirtz, Monogr. Syst. Bot. Missouri Bot. Gard. 57: 26 (1995).
9. Brachionidium carmeniae' Luer, Monogr. Syst. Bot. Missouri Bot. Gard. 120: 137 (2010).
10. Brachionidium ciliolatum Garay, J. Arnold Arbor. 50: 464 (1969).
11. Brachionidium condorense L.Jost, Selbyana 25: 11 (2004).
12. Brachionidium cruzae L.O.Williams, Brittonia 14: 441 (1962).
13. Brachionidium dalstroemii Luer, Lindleyana 1: 170 (1986).
14. Brachionidium deflexum L.Jost, Selbyana 25: 13 (2004).
15. Brachionidium dentatum Luer & Dressler, Monogr. Syst. Bot. Missouri Bot. Gard. 57: 34 (1995).
16. Brachionidium diaphanum Luer & R.Vásquez, Phytologia 55: 175 (1984).
17. Brachionidium dodsonii Luer, Monogr. Syst. Bot. Missouri Bot. Gard. 57: 38 (1995).
18. Brachionidium dressleri Luer, Monogr. Syst. Bot. Missouri Bot. Gard. 57: 40 (1995).
19. Brachionidium ecuadorense Garay, Canad. J. Bot. 34: 731 (1956).
20. Brachionidium elegans Luer & Hirtz, Orchidee (Hamburg) 37: 23 (1986).
21. Brachionidium ephemerum Luer & Hirtz, Monogr. Syst. Bot. Missouri Bot. Gard. 57: 46 (1995).
22. Brachionidium escobarii Luer, Lindleyana 1: 172 (1986).
23. Brachionidium filamentosum Luer & Hirtz, Monogr. Syst. Bot. Missouri Bot. Gard. 57: 50 (1995).
24. Brachionidium folsomii Dressler, Orquideologia 15: 154 (1982).
25. Brachionidium fornicatum Luer & Hirtz, Monogr. Syst. Bot. Missouri Bot. Gard. 57: 54 (1995).
26. Brachionidium furfuraceum Luer, Monogr. Syst. Bot. Missouri Bot. Gard. 57: 56 (1995).
27. Brachionidium galeatum Luer & Hirtz, Monogr. Syst. Bot. Missouri Bot. Gard. 57: 58 (1995).
28. Brachionidium gonzalesiorum Becerra, Arnaldoa 12: 56 (2005).
29. Brachionidium haberi Luer, Monogr. Syst. Bot. Missouri Bot. Gard. 57: 60 (1995).
30. Brachionidium hirtzii Luer, Lindleyana 1: 174 (1986).
31. Brachionidium imperiale Luer & Hirtz ex Harling & L.Andersson, in Fl. Ecuador 76: 97 (2005).
32. Brachionidium ingramii Luer & Dalström, Monogr. Syst. Bot. Missouri Bot. Gard. 61(4): 1 (1996).
33. Brachionidium inkaterrense' Luer & C.Soto, Monogr. Syst. Bot. Missouri Bot. Gard. 120: 138 (2010).
34. Brachionidium jesupiae Luer, Monogr. Syst. Bot. Missouri Bot. Gard. 57: 66 (1995).
35. Brachionidium juliani Carnevali & I.Ramírez, Ernstia 39: 6 (1986).
36. Brachionidium kuhniarum Dressler, Orquideologia 15: 157 (1982).
37. Brachionidium lehmannii Luer, Monogr. Syst. Bot. Missouri Bot. Gard. 57: 72 (1995).
38. Brachionidium longicaudatum Ames & C.Schweinf., Bull. Torrey Bot. Club 58: 348 (1931).
39. Brachionidium loxense Luer, Monogr. Syst. Bot. Missouri Bot. Gard. 57: 76 (1995).
40. Brachionidium lucanoideum Luer, Monogr. Syst. Bot. Missouri Bot. Gard. 57: 78 (1995).
41. Brachionidium machupicchuense N.Salinas & Christenson, Orchids 71: 717 (2002).
42. Brachionidium meridense Garay, Canad. J. Bot. 34: 736 (1956).
43. Brachionidium minusculum Luer & Dressler, Monogr. Syst. Bot. Missouri Bot. Gard. 57: 82 (1995).
44. Brachionidium muscosum Luer & R.Vásquez, Phytologia 55: 176 (1984).
45. Brachionidium neblinense Carnevali & I.Ramírez, Ernstia 39: 9 (1986).
46. Brachionidium operosum Luer & Hirtz, Monogr. Syst. Bot. Missouri Bot. Gard. 57: 86 (1995).
47. Brachionidium parvifolium (Lindl.) Lindl., Fol. Orchid. 8: 1 (1859).
48. Brachionidium parvum Cogn., Repert. Spec. Nov. Regni Veg. 6: 307 (1909).
49. Brachionidium peltarion Luer, Monogr. Syst. Bot. Missouri Bot. Gard. 57: 92 (1995).
50. Brachionidium pepe-portillae Luer & Hirtz, Monogr. Syst. Bot. Missouri Bot. Gard. 103: 309 (2005).
51. Brachionidium phalangiferum Garay, Canad. J. Bot. 34: 738 (1956).
52. Brachionidium piuntzae Luer, Monogr. Syst. Bot. Missouri Bot. Gard. 57: 96 (1995).
53. Brachionidium polypodium Luer, Monogr. Syst. Bot. Missouri Bot. Gard. 57: 98 (1995).
54. Brachionidium portillae Luer, Lindleyana 1: 176 (1986).
55. Brachionidium pteroglossum Luer, Phytologia 55: 176 (1984).
56. Brachionidium puraceense Luer, Monogr. Syst. Bot. Missouri Bot. Gard. 57: 104 (1995).
57. Brachionidium pusillum Ames & C.Schweinf., Schedul. Orchid. 10: 52 (1930).
58. Brachionidium quatuor Becerra, Arnaldoa 12: 57 (2005).
59. Brachionidium renzii Luer, Lindleyana 11: 118 (1996).
60. Brachionidium restrepioides (Hoehne) Pabst, Orchid. Bras.: 166 (1975).
61. Brachionidium rugosum Luer & Hirtz, Lindleyana 1: 178 (1986).
62. Brachionidium satyreum Luer, Monogr. Syst. Bot. Missouri Bot. Gard. 57: 112 (1995).
63. Brachionidium serratum Schltr., Repert. Spec. Nov. Regni Veg. 9: 164 (1911).
64. Brachionidium sherringii Rolfe, Bull. Misc. Inform. Kew 1893: 4 (1893).
65. Brachionidium simplex Garay, Canad. J. Bot. 34: 741 (1956).
66. Brachionidium stellare Luer & Hirtz, Monogr. Syst. Bot. Missouri Bot. Gard. 57: 120 (1995).
67. Brachionidium syme-morrisii Luer, Monogr. Syst. Bot. Missouri Bot. Gard. 57: 122 (1995).
68. Brachionidium tetrapetalum (F.Lehm. & Kraenzl.) Schltr., Repert. Spec. Nov. Regni Veg. Beih. 7: 241 (1920).
69. Brachionidium tuberculatum Lindl., Fol. Orchid. 8: 6 (1859).
70. Brachionidium uxorium Luer & R.Vásquez, Monogr. Syst. Bot. Missouri Bot. Gard. 57: 130 (1995).
71. Brachionidium valerioi Ames & C.Schweinf., Schedul. Orchid. 10: 53 (1930).
72. Brachionidium vasquezii Luer, Phytologia 55: 177 (1984).
73. Brachionidium viridis'Becerra & Catchpole, Orchids (West Palm Beach) 76: 938 (2007).
74. Brachionidium yanachagaensis Becerra, Arnaldoa 12: 56 (2005).
75. Brachionidium zunagense Luer & Hirtz, Monogr. Syst. Bot. Missouri Bot. Gard. 57: 136 (1995).